# Dysauxes pseudofamula
Dysauxes pseudofamula är en fjärilsart som beskrevs av Naufock 1934. Dysauxes pseudofamula ingår i släktet Dysauxes och familjen björnspinnare. Inga underarter finns listade i Catalogue of Life.